# Tragulus
Tragulus és un gènere d'artiodàctils de la família dels tragúlids. Conté les espècies següents:
- Tràgul de Java (Tragulus javanicus)
- Tràgul d'Indonèsia petit  (Tragulus kanchil)
- Tràgul d'Indonèsia gros  (Tragulus napu)
- Tràgul de Balabac  (Tragulus nigricans)
- Tràgul dorsiargentat  (Tragulus versicolor)
- Tràgul de Williamson  (Tragulus williamsoni)